# Skilling
Skilling é uma empresa de tecnologia financeira de origem escandinava, estabelecida em 2016, que se especializa em trading online.

## Historial
A Skilling foi criada em 2016 por Henrik Persson Ekdahl, Andre Lavold e Mikael Riese Harstad, com o apoio da Optimizer Invest.  Lançou oficialmente a sua plataforma proprietária em 2019. Em 2020, expandiu a sua plataforma para cobrir mais de 15 idiomas.
Nas suas fases iniciais, a empresa garantiu financiamento por parte da Optimizer Invest, uma empresa de investimento que está por trás da Catena Media, Betsson e GiG. A Skilling também angariou 15 milhões de euros via investidores escandinavos.
A empresa também patrocinou o Fulham FC durante a temporada 2019-2020, aparecendo na parte de trás da camisa do time.
Magnus Carlsen, campeão do mundo de xadrez, foi o embaixador global da marca Skilling em 2021.
A empresa colaborou com o Aston Villa na temporada 2020-21.
A Skilling efetuou uma parceria com o Studio Padel para realizar a competição de padel “Road to Marbella” em 2021.
No início de 2022, angariou 10 milhões de euros em capital novo, o que melhorou a sua avaliação em quase 50% no espaço de um ano.
Em dezembro de 2023, Jon Squires, que foi, anteriormente, CEO do grupo Capital.com, assumiu o cargo de CEO do grupo.  Michael Kamerman assumiu um novo cargo no grupo, atuando como CEO para as Américas.

### Atividades
A Skilling opera a partir de escritórios localizados no Chipre, Espanha, Malta, Suécia e Colômbia. A sua base de clientes abrange a Europa, América Latina, Ásia e África. Jon Squires é o CEO da Skilling, enquanto Fiona Soler é a CFO.